# Gustáv Husák

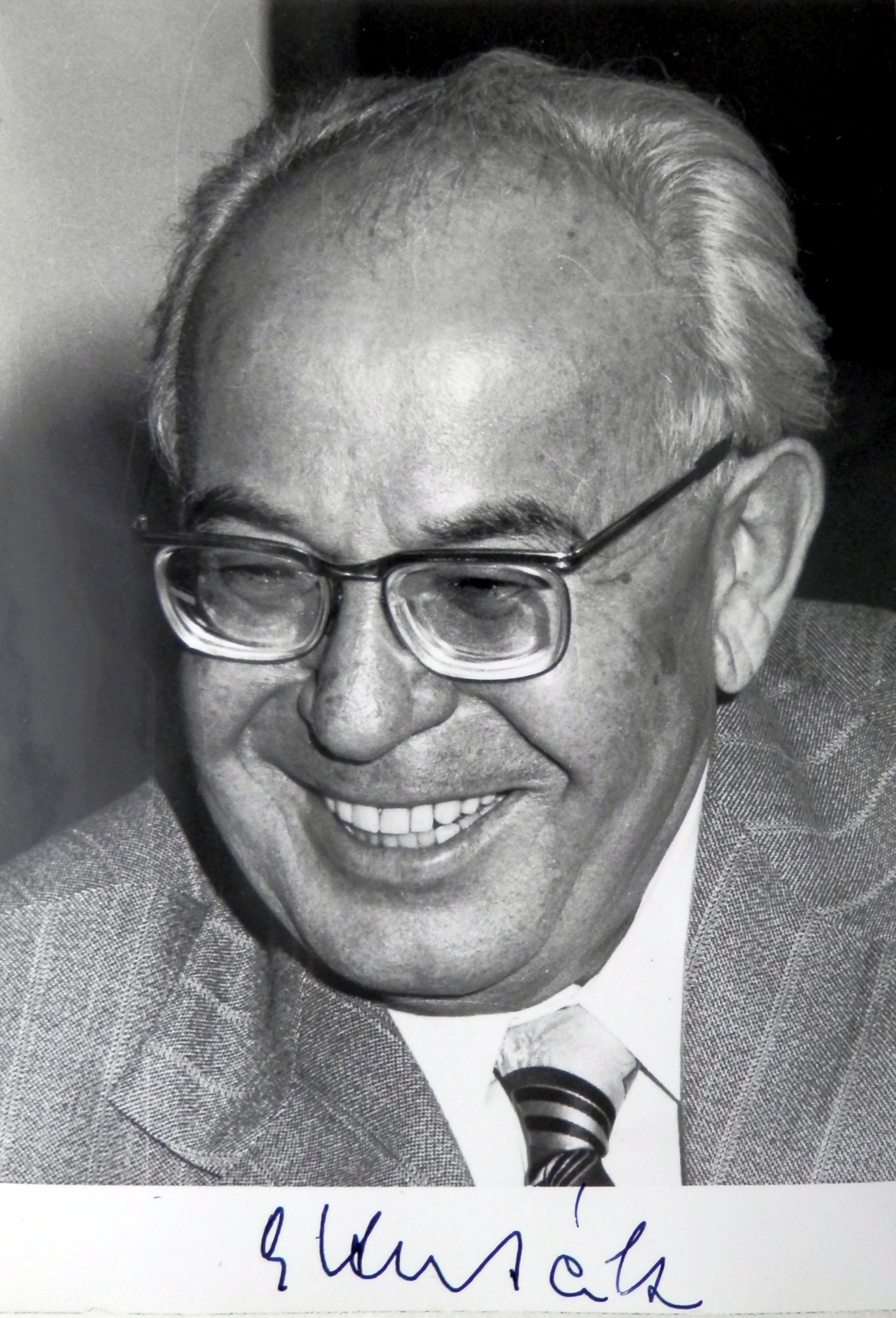
Gustáv Husák

Gustáv Husák (* 10. Januar 1913 in Kaltenbrunn, Österreich-Ungarn; † 18. November 1991 in Bratislava, Tschechoslowakei) war ein slowakischer Jurist und kommunistischer Politiker. Als Generalsekretär der Kommunistischen Partei der Tschechoslowakei KSČ (Komunistická strana Československa) war Husák von 1969 bis 1987 der mächtigste Politiker der Tschechoslowakei.
Er gehörte zu den Führern des Slowakischen Nationalaufstands und war innerhalb der aufständischen Regierung stellvertretender Parlamentspräsident und Beauftragter für Inneres. Nach dem Ende des Zweiten Weltkriegs übernahm er verschiedene Ämter in der Partei und war von 1946 bis 1950 Vorsitzender des „Beauftragtenausschusses“ (d. h. faktisch der slowakischen Regierung). Nachdem er im Rahmen der Stalinschen Säuberungen 1951 verhaftet und als „bürgerlicher Nationalist“ verurteilt worden war, folgte eine langjährige Haftstrafe (1951–1960). In den 1960er Jahren wurde er dann schrittweise rehabilitiert. Nach der Niederschlagung des „Prager Frühlings“, an der sich Husák aktiv beteiligte, wurde er Generalsekretär der Kommunistischen Partei der Tschechoslowakei (1969–1987) und später als erster und einziger Slowake tschechoslowakischer Staatspräsident (1975–1989); als solcher wurde er eine der führenden Persönlichkeiten der sogenannten „Normalisierung“: Er stellte nach dem „Prager Frühling“ langsam, aber systematisch die moskautreue Politik wieder her.

## Leben

### Parteifunktionär in der Slowakei, Abgeordneter und Ämterverlust
Gustáv Husák wurde schon 1929 Mitglied des kommunistischen Jugendverbandes und 1933 der Kommunistischen Partei der Tschechoslowakei. Nach Abschluss seines Jurastudiums war er von 1938 bis 1942 in einer Anwaltskanzlei tätig, danach als Angestellter des slowakischen Spediteurverbandes. Seine politischen Aktivitäten setzte er auch nach dem Verbot der Partei fort und im Sommer 1943 wurde er Mitglied im dreiköpfigen Führungsgremium der illegalen KPČ, der er bis zur Gründung der Kommunistischen Partei der Slowakei KSS (Komunistická strana Slovenska) im September 1944 angehörte. Husák trat als Führer der slowakischen Kommunisten während des Slowakischen Nationalaufstands öffentlich in Erscheinung und leitete das Innenressort der Aufstandsregierung (1944–1945). Am 17. September 1944 wurde er neben Ján Čech Stellvertreter von Karol Šmidke, dem Vorsitzenden der KSS. Er war vom 21. Oktober 1945 bis 16. Mai 1946 zunächst Mitglied der postrevolutionären vorläufige Nationalversammlung (Prozatimní Národní shromáždění) und vom 26. Mai 1946 bis 29. Mai 1948 Mitglied der Konstituierenden Nationalversammlung (Ústavodárné Národní shromáždění). Danach wurde er als Vorsitzender des „Beauftragtenausschusses“ de Facto Regierungschef der slowakischen Landesregierung (1946–1950) und gehörte zwischen dem 30. Mai 1948 und dem 6. Februar 1951 als Mitglied der Nationalversammlung (Národní shromáždění) an.
Im Mai 1950 wurde er unter dem Vorwurf des „bourgeoisen Nationalismus“ aller Ämter enthoben, im Februar 1951 verhaftet und im August 1954 als Hauptangeklagter im Prozess gegen bürgerliche Nationalisten zu lebenslanger Haft verurteilt und unter anderem im Gefängnis Leopoldov gehalten. 1960 wurde er amnestiert und 1963 in aller Form rehabilitiert. Bis 1968 arbeitete er am Institut für Staat und Recht der Akademie der Wissenschaften.

### Prager Frühling und Wahl zum Generalsekretär der KSČ

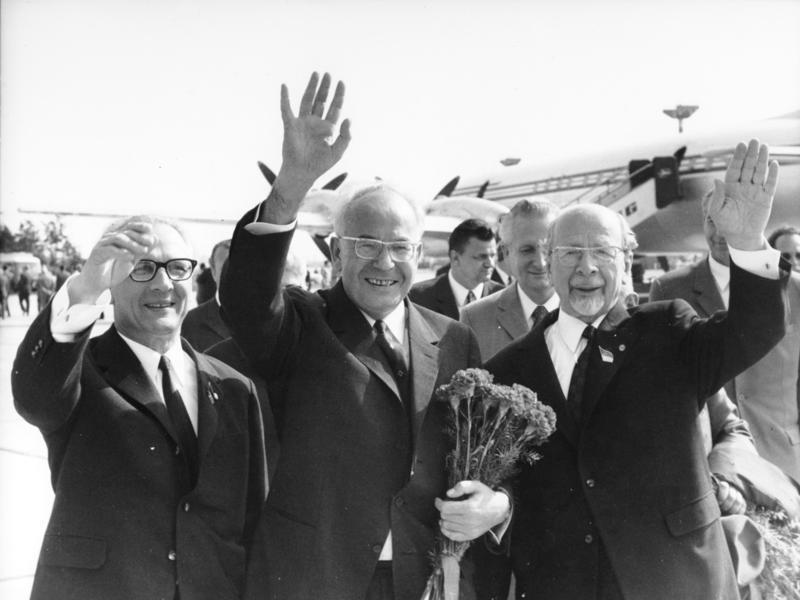
Gustáv Husák (Mitte) 1971 bei einem DDR-Besuch mit Erich Honecker und Walter Ulbricht

1968 beteiligte sich Gustáv Husák aktiv am Prager Frühling und fungierte vom 8. April bis zum 31. Dezember 1968 in der Regierung Oldřich Černík I als Vize-Ministerpräsident. Ende August 1968 wurde er auf dem außerordentlichen Parteitag in Prag-Vysočany (22. bis 31. August 1968), der später als XIV. Parteitag annulliert wurde, Erster Sekretär des Zentralkomitees der Kommunistischen Partei der Slowakei, Mitglied des ZK sowie Mitglied des Präsidiums des ZK der KSČ. In dieser Funktion wurde er auf dem ZK-Plenum vom 17. November 1968 bestätigt sowie zugleich auch Mitglied des neu geschaffenen Exekutivkomitees des ZK, dem neben ihm noch Oldřich Černík, Alexander Dubček, Evžen Erban, Štefan Sádovský, Ludvík Svoboda und Lubomír Štrougal angehörten. Am 1. Januar 1969 wurde er des Weiteren Mitglied der Föderationsversammlung beziehungsweise Bundesversammlung (Federální shromáždění) und gehörte zunächst der Nationalitätenkammer (Sněmovna národů) an, die aus jeweils 75 Vertretern aus der Tschechischen sowie der Slowakischen Teilrepublik bestand.
Nach der Absetzung von Alexander Dubček wurde Gustáv Husák auf Druck der Sowjetunion am 17. April 1969 zum Ersten Sekretär des Zentralkomitees der Kommunistischen Partei der Tschechoslowakei gewählt und beseitigte nach und nach die Reformergebnisse des Prager Frühlings. Auf dem nunmehr formell nachgeholten XIV. Parteitag der KSČ (25. bis 29. Mai 1971) erfolgte seine Wahl in des umbenannte Amt des Generalsekretärs des ZK der KSČ. In dieser Funktion wurde er auf dem XV. Parteitag (12. bis 16. April 1976), dem XVI. Parteitag (6. bis 10. April 1981) sowie dem XVII. Parteitag (24. bis 28. März 1986) jeweils ebenso bestätigt wie als Mitglied des Präsidiums des ZK und des Sekretariats des ZK. Auf dem XIV. Parteitag dankte er der Sowjetunion für die „brüderliche Hilfe“ der Invasion zur Niederschlagung des Prager Frühlings. Am 27. November 1971 wurde er auch wieder Mitglied der Bundesversammlung und gehörte in dieser bis zum 29. Mai 1975 an. Er war allerdings nunmehr Mitglied der Volkskammer (Sněmovna lidu), der 200 auf dem gesamten Staatsgebiet der Tschechoslowakei in allgemeinen, gleichen und direkten Wahlen gewählte Abgeordnete angehörten.

### Staatspräsident und Entmachtung

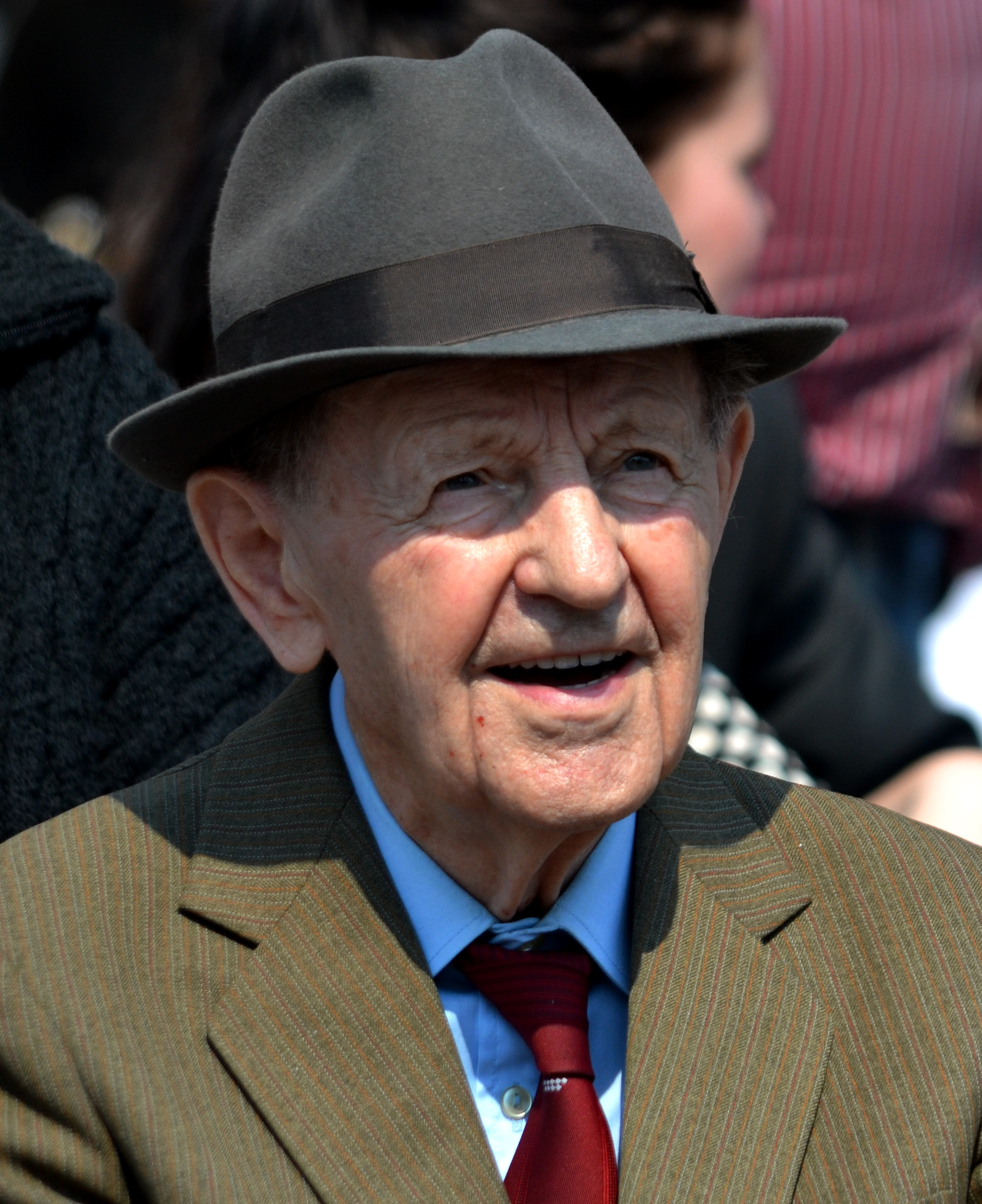
Miloš Jakeš wurde 1987 Nachfolger Husáks als Generalsekretär der KSČ.

Am 29. Mai 1975 übernahm Gustáv Husák von Ludvík Svoboda auch das Amt des Staatspräsidenten.
Eine am 5. Januar 1977 von 257 Bürgern unterzeichnete Charta 77 forderte mit Bezug auf die auch von der Tschechoslowakei unterzeichneten KSZE-Bestimmungen von Helsinki die Verwirklichung der verbrieften Menschenrechte, woraufhin die Unterzeichner von der Regierung unter Druck gesetzt wurden. In der zweiten Jahreshälfte des Jahres 1977 setzten ihn wirtschaftliche Schwierigkeiten wie Preiserhöhungen für Konsumartikel und eine Energielücke selbst unter Druck, insbesondere durch den dogmatischen Flügel in der Partei. Erst durch personelle Umbesetzungen mit den neuen ZK-Sekretären Miloš Jakeš, Mikuláš Beňo und Jindřich Poledník sowie dem Vorsitzenden der Zentralen Revisionskommission Miroslav Čapka am 1. Dezember 1977 wurde seine Position wieder gestärkt. Im Dezember 1978 beschloss das ZK der KSČ unter seiner Führung eine erneute „Säuberung“ der Partei.
Als Generalsekretär der Kommunistischen Partei wurde er am 17. Dezember 1987 von Miloš Jakeš abgelöst. Ab dem 17. November 1989 geriet er durch die Massenproteste der sogenannten Samtenen Revolution immer stärker unter Druck und ernannte schließlich am 10. Dezember 1989 eine neue Regierung unter Marián Čalfa, in der die Kommunistische Partei keine Mehrheit mehr hatte (Mitglieder waren u. a. Václav Klaus und Jiří Dienstbier). Am selben Tag trat er als Staatspräsident zurück. Zu seinem Nachfolger wurde am 29. Dezember 1989 Václav Havel gewählt.

## Schriften
- Die Tschechoslowakei für Sozialismus und Frieden. Ausgewählte Reden und Aufsätze 1944–1977. Verlag Marxistische Blätter, Frankfurt am Main 1978, ISBN 3-88012-528-7.
- Ausgewählte Reden und Aufsätze April 1969 – April 1971. Dietz, Berlin 1971.
- Der slowakische Nationalaufstand. Dietz, Berlin 1972.